# デーブ・ドンブロウスキー

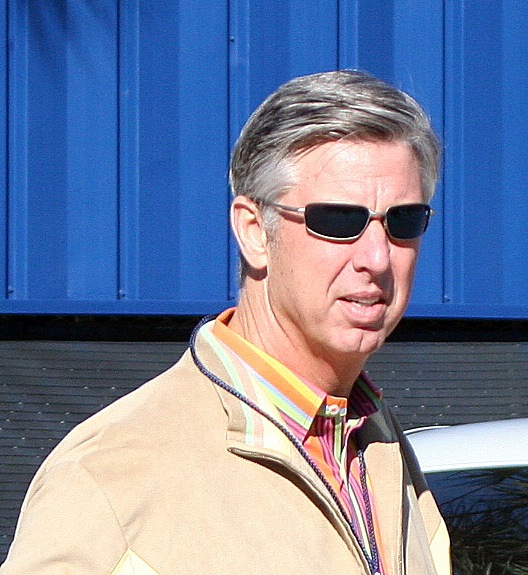
タイガースGM時代(2011年)

デビッド・ドンブロウスキー（David Dombrowski, 1956年7月27日 - ）は、アメリカ合衆国・イリノイ州シカゴ出身。現在はMLBのフィラデルフィア・フィリーズの球団社長を務めている。
過去にはモントリオール・エクスポズ、フロリダ・マーリンズ、デトロイト・タイガースでゼネラルマネージャー （GM）、ボストン・レッドソックスで編成最高責任者を務めた。

## 経歴
1978年にシカゴ・ホワイトソックス傘下のマイナーで球団運営に関わり始める。ホワイトソックスではGM補佐などを務め、1986年まで在籍した。
1987年にモントリオール・エクスポズ（現：ワシントン・ナショナルズ）へ移り、この年は選手育成ディレクターを務めた。1988年よりGMに就任し、1991年まで務めた。
1991年9月に1993年より新規参入するフロリダ・マーリンズの初代GMに抜擢された。拡張ドラフトでは常に他球団の主力を多く集め、西武ライオンズで主砲だったオレステス・デストラーデを獲得。常に主力を狙う視線はニューヨーク・ヤンキース並みと評されるなど新球団なのに金は大丈夫かと心配される声もあったが、新設年度はナショナルリーグ東部地区で7チーム中6位だった。
1994年は予算を縮小を余儀なくされ主力を補強できず地区が再編されて5チームになったリーグはストライキもあって最下位に終わった。
翌年からは順位を上げていき、オーナーのウェイン・ハイゼンガー（レンタルビデオチェーン経営）が「金のことは考えるな」の大号令のもと、徹底的な補強路線にシフト。弱小球団はもちろん、強豪チームからもトレード、FAで主力を補強し補強市場を荒らす好補強につながり、1997年のワールドシリーズを制覇した。この年より監督にジム・リーランドが就任したが、ドンブロウスキーとリーランドはホワイトソックス時代にGM補佐と三塁コーチという立場であり、そのつながりからリーランドに監督を要請した。マーリンズには2001年まで在籍した。
2001年オフにデトロイト・タイガースへ移り、球団社長に就任。2002年の開幕直後からはGMも兼任するようになった。当初は2003年にアメリカンリーグ歴代ワーストの119敗を喫するなど結果を残せずにいた。事態を重く見たこの年のオフにはイバン・ロドリゲスやカルロス・ギーエン、翌年以降もオフにマグリオ・オルドニェスやケニー・ロジャースといった一流選手をかき集め、チームの再建を図った。
再びリーランドを監督に任命した2006年、上記の移籍加入組に加え、新人王を獲得したジャスティン・バーランダーをはじめとした生え抜きの若手選手も奮起。95勝67敗と12年ぶりに勝ち越し、地区2位ながらワイルドカードを獲得した。ディビジョンシリーズではヤンキースを3勝1敗で下すと、続くリーグチャンピオンシップシリーズではオークランド・アスレチックスに4連勝し、22年ぶりのリーグ優勝を果たした。しかし、ワールドシリーズではセントルイス・カージナルスと対戦し、こちらは1勝4敗で敗れてしまった。
2012年にもリーグ優勝を飾ったが、ワールドシリーズではサンフランシスコ・ジャイアンツに4連敗を喫し、またしても世界一を逃してしまった。2015年8月4日にタイガースのGMを解任された。
直後の2015年8月18日に編成最高責任者としてボストン・レッドソックスに迎えられた。2018年にはワールドシリーズ制覇を果たしたが、2019年9月8日に解任された。
2020年12月11日にフィラデルフィア・フィリーズの球団社長に就任した。

## GMとしての特徴
決断力に富み、大型トレードや高額契約をまとめるのが得意。